# Supercoppa LEN di pallanuoto maschile 2008
La Supercoppa LEN 2008 è stata la 27ª edizione della Supercoppa LEN di pallanuoto maschile. Il torneo fu disputato dalla vincitrice della LEN Euroleague 2007-2008, il Pro Recco, e la vincitrice del LEN Trophy 2007-2008, lo Shturm 2002 Chehov. La partita fu giocata il 17 dicembre 2008 alle ore 20:30 a Sori, Italia, e fu vinta dalla squadra italiana.

## Risultati
| Sori 17 dicembre 2008, ore 20:30 CEST | Pro Recco | 13 – 8 referto                               | Shturm 2002 Chehov |  |
| \| \| \| \| \| Kásás Madaras Mangiante Angelini Bencivenga Calcaterra Marcz Benedek Felugo . (rig.) \| Marcatori \| Chomakhidze Stratan Yatsev Šapić Zheltovskiy \| |           |                                              |                    |  |
| |           |                                              |                    |  |
| Kásás Madaras Mangiante Angelini Bencivenga Calcaterra Marcz Benedek Felugo . (rig.)                                                                                | Marcatori | Chomakhidze Stratan Yatsev Šapić Zheltovskiy |                    |  |

## Classifica marcatori
|  | Gol | Marcatore             | Squadra            |
|  | --- | --------------------- | ------------------ |
|  | 3   | Tamás Kásás           | Pro Recco          |
|  | 2   | Alessandro Calcaterra | Pro Recco          |
|  | 2   | Tibor Benedek         | Pro Recco          |
|  | 2   | Dmitrij Stratan       | Shturm 2002 Chehov |
|  | 2   | Aleksandar Šapić      | Shturm 2002 Chehov |